# Dowell (Illinois)
Dowell – wieś w Stanach Zjednoczonych, w stanie Illinois, w hrabstwie Jackson.